# Tiroler Kogel
Der Tiroler Kogel ist ein markanter Zweitausender am Westrand des Tennengebirges in Salzburg an der Grenze vom Tennengau zum Pongau. Er bricht nach Westen mit einer bis zu 1.800 Meter hohen Fels- und Schrofenflanke ins tief eingeschnittene Tal der Salzach ab und eröffnet daher großartige Ausblicke unter anderem zum gegenüber aufragenden Hagengebirge und zum Hochkönig (Berg). Nach Norden ist der Berg durch einen ausgesetzten Felsgrat mit dem Sulzauer Kopf verbunden, während er nach Osten über Schrofen- und Karrenhänge ins Pitschenbergtal mit dem Leopold-Happisch-Haus und der Gruber-Eishöhle abfällt. Etwas weiter südlich erheben sich die niedrigeren Nachbargipfel von Hochkogel (2.283 m) und Windischkopf (2.252 m).

## Routen
Der Tiroler Kogel gehört zu den markanten und nicht so leicht zu erreichbaren Berge im Tennengebirge. Für eine Besteigung sind unbedingt Trittsicherheit, Schwindelfreiheit, gute Kondition und alpine Erfahrung notwendig. Unerwartete Gefahren, etwa Verirren bei Nebel oder plötzliches Unwetter machen das Tennengebirge zu einem gefürchteten Gebiet unter Bergsteigern. Selbst an schönen Sommertagen wird das Gipfelkreuz auf dem Tiroler Kogel nicht besonders häufig besucht. Folgende Routen sind möglich:
- Von der Eisriesenwelt, Gehzeit: 3 Stunden, Höhenunterschied: 800 Meter

Der kürzeste und am meisten begangene, jedoch schwierigste Weg beginnt beim Dr.-Friedrich-Oedl-Haus nahe der Eisriesenwelt und führt über den Hochkogelsteig zu einer Jagdhütte am Plateau. Weiter geht es in Richtung Leopold-Happisch-Haus, bis links der letzte (ausgesetzte) Anstieg auf den Tiroler Kogel folgt. Durchgehend markiert und an schwierigen Stellen (II nach UIAA) gesichert.
- Von Stegenwald, Gehzeit: 6 Stunden, Höhenunterschied: 1800 Meter

Der klassische Normalweg ist lang und enorm anstrengend, deshalb nur mit Übernachtung zu empfehlen. Ausgangspunkt ist das Gasthaus Stegenwald im Salzachtal direkt an der Tauernautobahn (Abfahrt Pass Lueg). Dem Hüttenweg Nr. 220 folgend geht es über die Ofenrinne, Grünwaldalm, Stiege und Pitschenbergalm zum Leopold-Happisch-Haus. Von dort auf bezeichneter Route über Schrofen- und Karrengelände zuletzt ausgesetzt auf den Gipfel des Tiroler Kogels. Durchgehend markiert und teilweise gesichert, Schwierigkeit I nach UIAA.